# Вест Атенс (Калифорнија)
Вест Атенс (енгл. West Athens) насељено је место без административног статуса у америчкој савезној држави Калифорнија.

## Демографија
По попису из 2010. године број становника је 8.729, што је 372 (-4,1%) становника мање него 2000. године.
| Група             | 2000.         | 2010.         |
| Белци             | 142 (1,6%)    | 116 (1,3%)    |
| Афроамериканци    | 5.105 (56,1%) | 4.578 (52,4%) |
| Азијати           | 144 (1,6%)    | 111 (1,3%)    |
| Хиспаноамериканци | 3.577 (39,3%) | 3.843 (44,0%) |
| Укупно            | 9.101         | 8.729         |